# 豆公镇
豆公乡，是中华人民共和国河南省安陽市内黄县下辖的一个乡镇级行政单位。

## 行政区划
豆公乡下辖以下地区：
前神标村、后神标村、李大晁村、崔大晁村、关大晁村、东街村、西街村、南街村、北街村、东豆公村、西豆公村、南荆张村、北荆张村、仁厚屯村、晁寺村、田大晁村、元村、渡村、迁民屯村和孙村。